# Венедосија (Охајо)
Венедосија (енгл. Venedocia) град је у америчкој савезној држави Охајо.

## Демографија
По попису из 2010. године број становника је 124, што је 36 (-22,5%) становника мање него 2000. године.
| Група             | 2000.       | 2010.       |
| Белци             | 156 (97,5%) | 121 (97,6%) |
| Афроамериканци    | 0 (0,0%)    | 1 (0,8%)    |
| Азијати           | 0 (0,0%)    | 0 (0,0%)    |
| Хиспаноамериканци | 1 (0,6%)    | 0 (0,0%)    |
| Укупно            | 160         | 124         |